# 安维特
安维特，是西班牙马德里自治区的一个市镇。总面积26平方公里，总人口310人（2001年），人口密度12人/平方公里。